# ثيودور دي ليموس
ثيودور دي ليموس (بالإنجليزية: Theodore de Lemos)‏ هو مهندس معماري أمريكي، ولد في 1850، وتوفي في 12 أبريل 1909.